# Hươu cao cổ
Chi Hươu cao cổ (tên khoa học Giraffa) là một chi các động vật có vú thuộc bộ Guốc chẵn, là động vật cao nhất trên cạn và động vật nhai lại lớn nhất. Nó được phân loại trong họ Giraffidae, cùng với họ hàng gần nhất còn tồn tại của nó là hươu đùi vằn. Chi có 11 loài, bao gồm loài điển hình Giraffa camelopardalis. Trong số này, có bảy loài tiền sử đã tuyệt chủng được biết đến qua các hóa thạch, còn bốn loài hiện còn sống. Tuy Giraffa từng được coi là một loài hiện còn có chín phân loài, các nhà nghiên cứu DNA ty thể của Giraffa đã khám phá bốn loài riêng hiện còn sinh tồn. Vì thế, chi Giraffa gồm các loài Giraffa giraffa (hươu cao cổ phương nam), Giraffa tippelskirchi (hươu cao cổ Maasai), Giraffa reticulata (hươu cao cổ Somalia), và Giraffa camelopardalis (hươu cao cổ phương bắc).
Hươu cao cổ có phạm vi phân bố rải rác từ Tchad ở miền bắc đến Nam Phi ở miền nam, và từ Niger ở miền tây đến Somalia ở miền đông châu Phi. Hươu cao cổ thường sống ở xavan, đồng cỏ và rừng thưa. Nguồn thức ăn chính của chúng là lá cây keo mà chúng gặm ở độ cao mà hầu hết động vật ăn cỏ khác không thể với tới. Sư tử có thể săn hươu cao cổ, và con non là mục tiêu của báo hoa mai, linh cẩu đốm và chó hoang châu Phi. Trong các trận đánh khi cổ được dùng làm vũ khí, con đực dùng cách này củng cố hệ thống cấp bậc xã hội.

## Từ nguyên
Tên khoa học camelopardalis là từ tiếng Latin. "Camelopard" là một tên tiếng Anh cổ chỉ hươu cao cổ và là từ kết hợp giữa camel (lạc đà) và leopard (báo hoa mai).
Kameelperd là tên của con vật trong tiếng Afrikaans. Hươu cao cổ trong vài ngôn ngữ châu Phi: ekorii (Ateso), kanyiet (Elgon), nduida (Gikuyu), tiga (Kalenjin và Luo), ndwiya (Kamba), nudululu (Kihehe), ntegha (Kinyaturu), ondere (Lugbara), etiika (Luhya), kuri (Ma'di), oloodo-kirragata hay olchangito-oodo (Maasai), lenywa (Meru), hori (Pare), lment (Samburu) và twiga (Swahili và các tên khác) ở phía đông châu Phi;:329 và tutwa (Lozi), nthutlwa (Shangaan), indlulamitsi (Siswati), thutlwa (Sotho), thuda (Venda) và ndlulamithi (Zulu) ở phía nam.

## Đặc điểm
Toàn thân được bao phủ bởi những đốm không đều nhau trên lớp lông vàng đến đen phân chia bởi màu trắng, trắng nhờ, vàng nâu. Giống đực có thể đạt chiều cao từ 4,8 tới 5,5 mét (16 tới 18 foot) và cân nặng lên tới 1.300 kilôgam (3.000 pound). Kỷ lục đo được của một con hươu cao cổ là cao 5,87 m (19,2 ft) và nặng khoảng 2.000 kg (4.400 lb). Giống cái thì thường có chiều cao và cân nặng thấp hơn giống đực một chút, vào khoảng 828 kg.
Hươu cao cổ là loài động vật thuộc giống hươu và bò, nhưng lại được phân nhóm họ khác với các loài kia, đó là họ Hươu cao cổ, họ này bao gồm hươu cao cổ và một loài họ gần nhất, là hươu đùi vằn. Phạm vi sinh sống của hươu cao cổ trải dài từ Tchad cho tới Nam Phi.
Hươu cao cổ có thể sinh sống được tại các thảo nguyên, đồng cỏ hoặc rừng núi. Tuy nhiên, khi thức ăn trở nên khan hiếm, chúng sẽ đánh bạo đi vào vùng có cây cối rậm rạp hơn. Chúng thường ưa cư ngụ tại các vùng đất có nhiều cây keo. Loài này thường uống một lượng lớn nước trong một lần và có thể giữ nước lâu ở trong cơ thể, nên chúng có thể sống tại những nơi khô cằn trong một thời gian dài.
Hươu cao cổ biết chạy nhanh và trong trường hợp khẩn cấp có thể đạt tới tốc độ nước đại là 55 km/h, có nghĩa là ở khoảng cách ngắn chúng có thể đuổi kịp ngựa đua.
*Chiếc cổ là một phần quan trọng thể hiện hành vi giới tính và xã hội của hươu cao cổ. Theo như các nhà khoa học quan sát, những con hươu cao cổ đực thường dùng chiếc cổ của mình để "âu yếm" nhau. Chúng cuộn xoắn cổ vào nhau trông rất điệu nghệ; sau đó những hành vi bạo lực giữa hai con đực bắt đầu.
*Hành động này trông giống như cuộc chiến giữa hai con đực để tranh giành con cái chúng ta thường thấy trong thế giới động vật. Điểm khác biệt đó là sau trận chiến kịch liệt ấy, hai con đực sẽ bắt đầu giao cấu với nhau. Phần lớn việc quan hệ giữa hai hươu cao cổ đực bao gồm việc "âu yếm" bằng cổ (trong hình "Hai con hươu cao cổ Nam Phi") và quan hệ qua đường hậu môn.
*Hươu cao cổ thường sống tách biệt theo giới tính, và hành vi "âu yếm" bằng cổ thường xuất hiện trong bầy hươu đực. Trong một bài báo cáo, các nhà nghiên cứu đã dành 3.200 giờ trong suốt ba năm để quan sát bầy hươu cao cổ tại vườn quốc gia Tanzania, điều họ phát hiện thật đáng ngạc nhiên. Các nhà nghiên cứu quan sát được tổng cộng 16 trường hợp hai con đực quan hệ với nhau. Họ cho rằng đây là một hành vi thể hiện địa vị trong loài hươu cao cổ, thế nhưng không có bằng chứng nào củng cố cho ý kiến này. Trong cùng khoảng thời gian ấy, họ chỉ thấy một cặp hươu cao cổ đực và cái quan hệ với nhau. Bài báo cáo cho thấy 94% hành vi quan hệ của hươu cao cổ mà họ quan sát được là quan hệ đồng giới.

## Phân loài

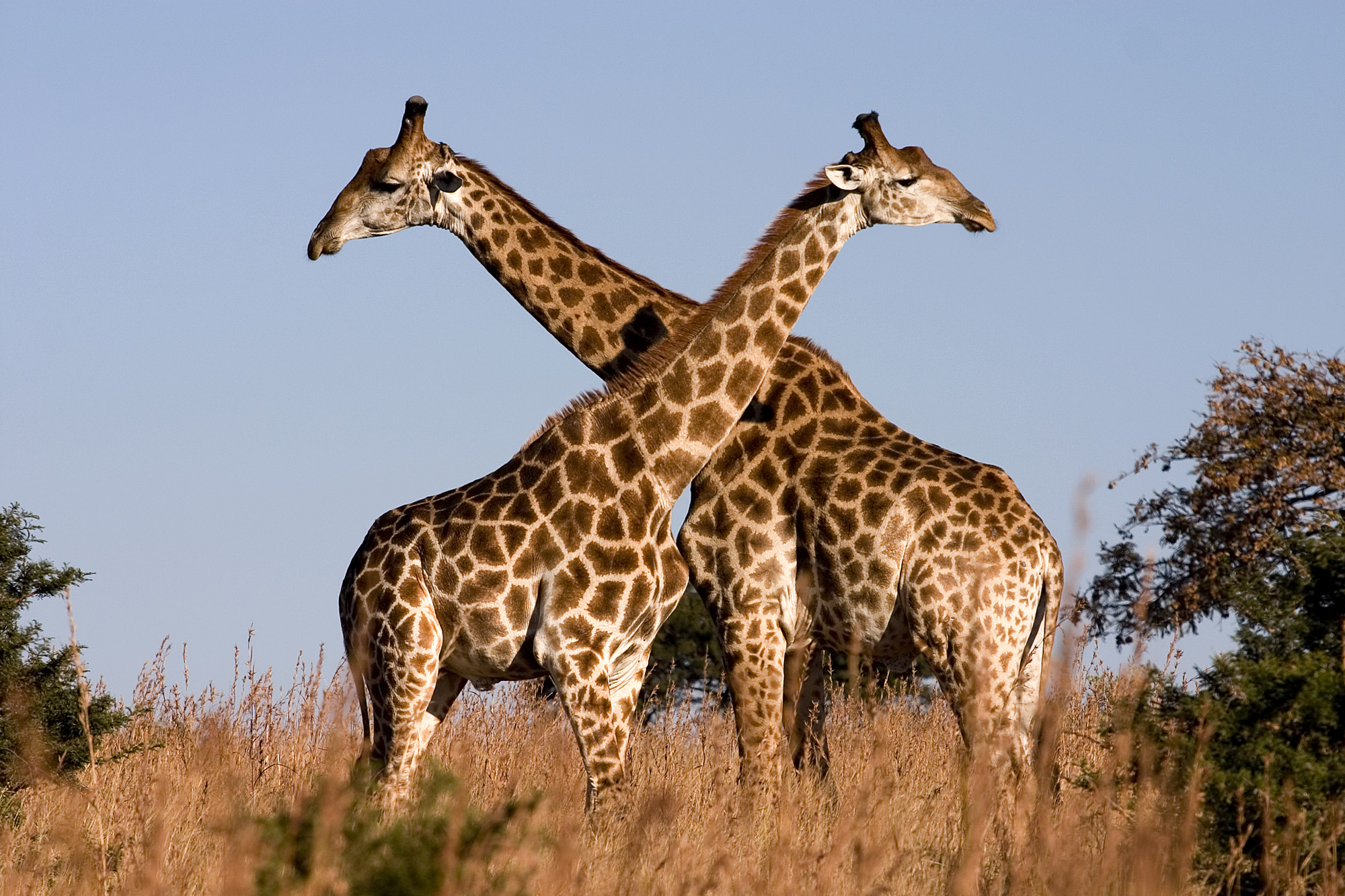
Hai con hưou cao cổ Nam Phi

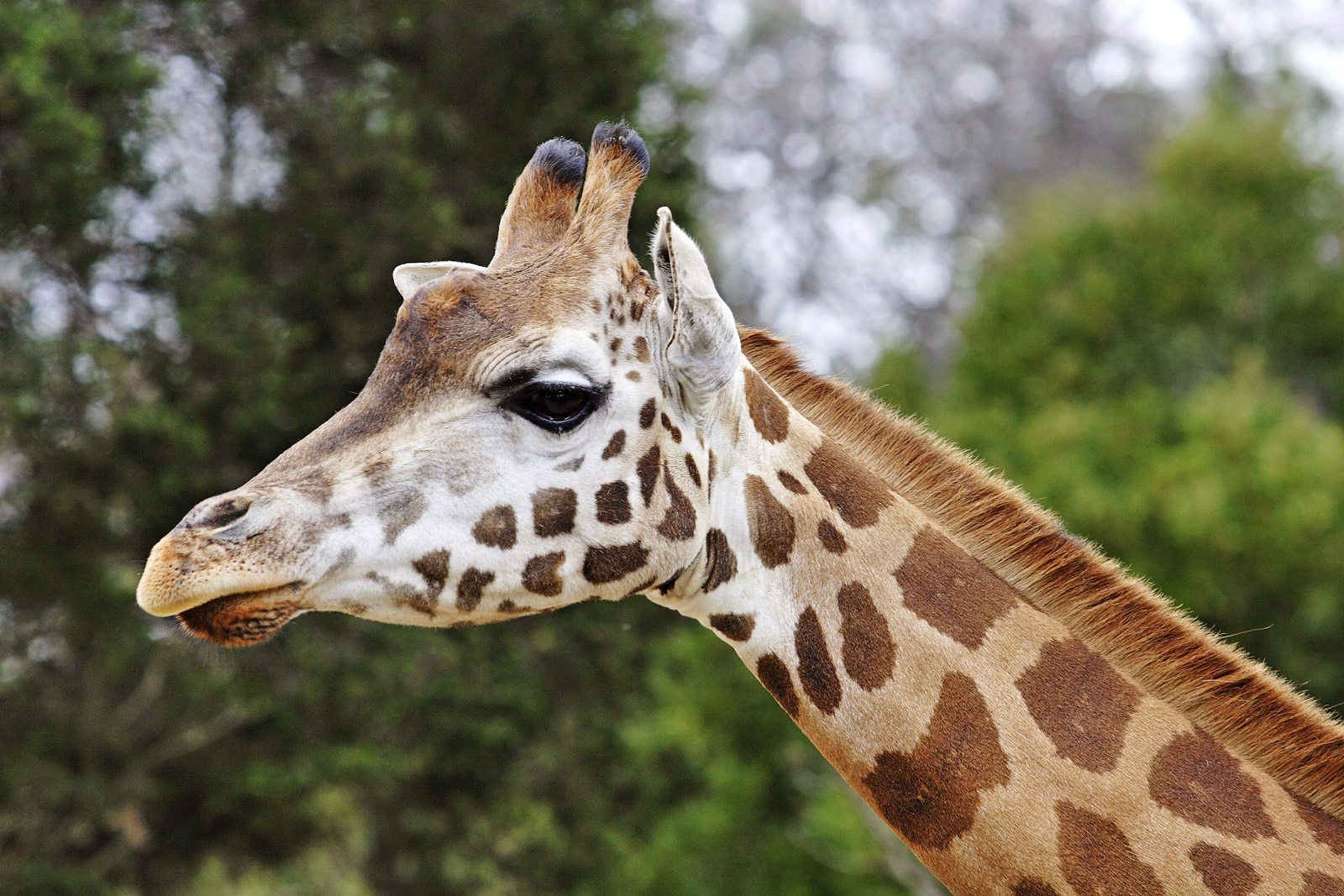
Đầu hươu cao cổ

Hươu cao cổ được chia thành 1 loài riêng biệt vào năm 1758 bởi Carl Linnaeus. Ông đặt cho nó tên hai phần là Cervus camelopardalis. Morten Thrane Brünnich đã phân loại chi Giraffa vào năm 1772. Tên loài camelopardalis là từ tiếng Latinh.

### Quá trình tiến hóa
Hươu cao cổ là một trong hai chi sống duy nhất của họ Giraffidae theo thứ tự Artiodactyla, chi còn lại là okapi. Dòng họ của loài này đã từng đa dạng hơn nhiều, với hơn 10 chi hóa thạch được mô tả. Họ hàng gần nhất được biết đến của chúng có thể là loài hươu cao cổ đã tuyệt chủng. Chúng cùng với họ Antilocapridae (loài duy nhất còn tồn tại là pronghorn), đã được xếp vào siêu họ Giraffoidea. Những loài động vật này có thể đã tiến hóa từ họ Palaeomerycidae đã tuyệt chủng, cũng có thể là tổ tiên của hươu.
Sự dài ra của cổ dường như đã bắt đầu sớm trong dòng dõi hươu cao cổ. So sánh giữa hươu cao cổ và họ hàng cổ đại của chúng cho thấy rằng các đốt sống gần hộp sọ đã dài ra sớm hơn, sau đó là các đốt sống dài ra phía dưới. Một tổ tiên của hươu cao cổ ban đầu là Canthumeryx đã được xác định là đã sống cách đây 25–20 triệu năm (mya), 17–15 mya hoặc 18–14,3 mya và có các mỏ của chúng đã được tìm thấy ở Libya. Con vật này có kích thước trung bình, mảnh mai và giống linh dương. Giraffokeryx xuất hiện 15 mya ở tiểu lục địa Ấn Độ và giống loài okapi hoặc một con hươu cao cổ nhỏ, cổ dài hơn và các loài ossicones tương tự. Giraffokeryx có thể có chung một nhánh với những loài hươu cao cổ như Sivatherium và Bramatherium.
Hươu cao cổ như Palaeotragus, Shansitherium và Samotherium xuất hiện 14 mya và sống trên khắp châu Phi và Âu-Á. Những động vật này có xương đá trần và xoang sọ nhỏ và dài hơn với hộp sọ rộng hơn. Paleotragus giống chi okapi và có thể là tổ tiên của nó. Những người khác nhận thấy rằng dòng dõi okapi đã tách ra sớm hơn, trước Giraffokeryx. Samotherium là một hóa thạch chuyển tiếp đặc biệt quan trọng trong dòng dõi hươu cao cổ vì đốt sống cổ của nó có chiều dài và cấu trúc trung gian giữa hươu cao cổ hiện đại và okapi, và thẳng đứng hơn okapi. Bohlinia, xuất hiện lần đầu ở Đông Nam Châu Âu và sống 9-7 mya có thể là tổ tiên trực tiếp của hươu cao cổ. Bohlinia gần giống với hươu cao cổ hiện đại, có cổ và chân dài, xương và răng tương tự. Bohlinia vào Trung Quốc và miền bắc Ấn Độ để ứng phó với biến đổi khí hậu. Từ đó, chi Giraffa phát triển và, khoảng 7 mya, đã xâm nhập vào châu Phi. Sự thay đổi khí hậu hơn nữa đã khiến hươu cao cổ châu Á tuyệt chủng, trong khi hươu cao cổ châu Phi sống sót và phát triển thành một số loài mới. Hươu cao cổ sống dường như đã phát sinh khoảng 1 mya ở miền đông châu Phi trong kỷ Pleistocen. Một số nhà sinh vật học cho rằng hươu cao cổ hiện đại là hậu duệ của G. jumae; những người khác nhận thấy G. gracilis là ứng cử viên có nhiều khả năng hơn. G. jumae lớn hơn và được xây dựng nặng nề hơn trong khi G. gracilis nhỏ hơn và được xây dựng nhẹ hơn. Động lực chính cho sự tiến hóa của hươu cao cổ được cho là sự thay đổi từ những khu rừng rộng lớn sang môi trường sống thoáng hơn, bắt đầu từ 8 mya. Trong thời gian này, thực vật nhiệt đới biến mất và được thay thế bằng thực vật C4 khô cằn, và một thảo nguyên khô hạn xuất hiện trên khắp miền đông và bắc châu Phi và miền tây Ấn Độ. Một số nhà nghiên cứu đã đưa ra giả thuyết rằng môi trường sống mới này cùng với một chế độ ăn khác, bao gồm cả các loài keo, có thể khiến tổ tiên hươu cao cổ tiếp xúc với các chất độc gây ra tỷ lệ đột biến cao hơn và tỷ lệ tiến hóa cao hơn. Các mẫu lông của hươu cao cổ hiện đại cũng có thể trùng hợp với những thay đổi môi trường sống này. Hươu cao cổ châu Á được cho là có màu sắc giống đậu bắp hơn.
Bộ gen của hươu cao cổ có chiều dài khoảng 2,9 tỷ cặp NST so với 3,3 tỷ cặp NST của okapi. Trong số các protein ở gen hươu cao cổ và gen okapi, 19,4% là giống hệt nhau. Hai loài đều có quan hệ họ hàng xa với gia súc, cho thấy đặc điểm độc đáo của hươu cao cổ không phải do quá trình tiến hóa nhanh hơn. Sự khác biệt của dòng dõi hươu cao cổ và okapi bắt đầu từ khoảng 11,5 mya. Một nhóm nhỏ các gen quy định ở hươu cao cổ dường như chịu trách nhiệm về tầm vóc của con vật và sự thích nghi liên quan đến hệ tuần hoàn.

### Loài và phân loài
IUCN hiện chỉ công nhận một loài hươu cao cổ với chín phân loài. Năm 2001, phân loại hai loài đã được đề xuất. Một nghiên cứu năm 2007 về di truyền của hươu cao cổ, cho thấy chúng là 6 loài: hươu cao cổ Tây Phi, Rothschild, lưới, Masai, Angola và hươu cao cổ Nam Phi. Nghiên cứu đã suy luận từ sự khác biệt di truyền trong DNA hạt nhân và ty thể (mtDNA) rằng hươu cao cổ từ các quần thể này bị cô lập về mặt sinh sản và hiếm khi lai tạo, mặc dù không có trở ngại tự nhiên nào ngăn cản sự tiếp cận lẫn nhau của chúng. Điều này bao gồm các quần thể liền kề của hươu cao cổ Rothschild's, retictic và Masai. Hươu cao cổ Masai cũng được cho là có thể bao gồm hai loài cách nhau bởi Thung lũng Rift. Hươu cao cổ Reticulated và Masai được phát hiện có độ đa dạng mtDNA cao nhất, phù hợp với hươu cao cổ có nguồn gốc ở miền đông châu Phi. Các quần thể xa hơn về phía bắc có liên quan chặt chẽ hơn với quần thể trước đây, trong khi những quần thể ở phía nam có liên quan nhiều hơn với quần thể sau. Hươu cao cổ dường như chọn bạn tình có cùng loại lông, chúng được in dấu trên chúng dưới dạng bê con. Một nghiên cứu năm 2011 sử dụng các phân tích chi tiết về hình thái của hươu cao cổ và ứng dụng của khái niệm loài phát sinh loài, đã mô tả tám loài hươu cao cổ sống. Một nghiên cứu năm 2016 cũng kết luận rằng hươu cao cổ sống bao gồm nhiêu loài. Các nhà nghiên cứu cho rằng sự tồn tại của 4 loài, chúng đã không trao đổi thông tin di truyền giữa nhau trong 1 đến 2 triệu năm. Kể từ đó, một phản hồi cho ấn phẩm này đã được xuất bản, nêu lên bảy vấn đề trong việc giải thích dữ liệu, và kết luận "không nên chấp nhận các kết luận một cách vô điều kiện".
Một nghiên cứu năm 2020 cho thấy rằng tùy thuộc vào phương pháp được chọn, các giả thuyết phân loại khác nhau nhận biết từ hai đến sáu loài, có thể được xem xét cho chi Giraffa. Nghiên cứu đó cũng cho thấy rằng các phương pháp kết hợp nhiều loài có thể dẫn đến sự phân tách quá mức về phân loại, vì các phương pháp đó phân định cấu trúc địa lý hơn là các loài. Giả thuyết 3 loài, công nhận G. camelopardalis, G. giraffa và G. tippelskirchi, được hỗ trợ rất nhiều bởi các phân tích phát sinh loài và cũng được chứng thực bởi hầu hết các phân tích tổng hợp quần thể và đa loài. 
- Giraffidae
  - Chi Giraffa
    - Loài †Giraffa gracilis
    - Loài †Giraffa jumae
    - Loài †Giraffa priscilla
    - Loài †Giraffa punjabiensis
    - Loài †Giraffa pygmaea
    - Loài †Giraffa sivalensis
    - Loài †Giraffa stillei
    - Loài Giraffa camelopardalis: hươu cao cổ phương bắc
      - Phân loài G. c. antiquorum: hươu cao cổ Kordofan
      - Phân loài G. c. camelopardalis: hươu cao cổ Nubia
      - Phân loài G. c. peralta: hươu cao cổ Tây Phi
      - Phân loài G. c. rothschildi: hươu cao cổ Rothschild

    - Loài Giraffa reticulata: hươu cao cổ Somalia
    - Loài Giraffa giraffa: hươu cao cổ phương nam
      - Phân loài G. g. angolensis: hươu cao cổ Angola
      - Phân loài G. g. giraffa: hươu cao cổ Nam Phi

    - Loài Giraffa tippelskirchi: hươu cao cổ Maasai
      - Phân loài G. t. tippelskirchi: hươu cao cổ Maasai
      - Phân loài G. t. thornicrofti: hươu cao cổ Rhodesia

## Tập tính và hệ sinh thái

### Tập tính sống và ăn uống
Hươu cao cổ thường sống trên thảo nguyên và rừng thưa. Chúng thích rừng Acacieae, Commiphora, Combretum và rừng rộng mở Terminalia hơn những môi trường dày đặc hơn như rừng Brachystegia. Có thể tìm thấy hươu cao cổ Angola trong môi trường sa mạc. Hươu cao cổ tìm kiếm trên các cành cây, thích các cây thuộc phân họ Acacieae và các chi Commiphora và Terminalia, là nguồn cung cấp calci và protein quan trọng để duy trì tốc độ phát triển của hươu cao cổ. Chúng cũng ăn cây bụi, cỏ và trái cây. Một con hươu cao cổ ăn khoảng 34 kg (75 lb) lá mỗi ngày. Khi bị căng thẳng, hươu cao cổ có thể nhai vỏ cây. Mặc dù là loài động vật ăn cỏ, hươu cao cổ được biết đến là loài đi thăm xác và liếm thịt khô khỏi xương. Trong mùa mưa, thức ăn dồi dào và hươu cao cổ tản ra nhiều hơn, trong khi vào mùa khô, chúng tụ tập quanh những cây và bụi rậm thường xanh còn lại. Các cá thể mẹ có xu hướng cho ăn ở những nơi thoáng đãng, có lẽ là để dễ dàng phát hiện những kẻ săn mồi hơn, mặc dù điều này có thể làm giảm hiệu quả cho ăn của chúng. Là loài nhai lại, đầu tiên hươu cao cổ nhai thức ăn của mình, sau đó nuốt chúng để chế biến và sau đó chuyển qua cổ đã tiêu hóa một cách rõ ràng lên cổ và quay trở lại miệng để nhai lại, để tiết nước bọt trong khi cho ăn. Hươu cao cổ cần ít thức ăn hơn nhiều loài động vật ăn cỏ khác vì tán lá mà nó ăn có nhiều chất dinh dưỡng tập trung hơn và nó có hệ tiêu hóa hiệu quả hơn. Phân của động vật có dạng viên nhỏ. Khi được tiếp cận với nước, hươu cao cổ uống cách nhau không quá ba ngày.
Hươu cao cổ có tác dụng rất lớn đối với những cây mà chúng ăn, làm trì hoãn sự phát triển của cây non trong một số năm và tạo "vòng eo" cho những cây quá cao. Chúng ăn nhiều nhất vào giờ đầu tiên và giờ cuối cùng của ban ngày. Giữa những giờ này, hươu cao cổ chủ yếu đứng và nhai lại. Sự nhai lại là hoạt động chủ đạo vào ban đêm, khi việc nằm là chủ yếu.

### Tuổi thọ
Trong điều kiện tự nhiên, hươu cao cổ có tuổi thọ dài bất thường so với các loài động vật nhai lại khác, lên tới 38 năm. Tỷ lệ sống sót của con cái trưởng thành có mối tương quan đáng kể với số lượng các mối quan hệ xã hội. Do kích thước, thị lực và cú đá mạnh mẽ, hươu cao cổ trưởng thành hầu như an toàn trước các loài săn mồi, với sư tử là mối đe dọa lớn duy nhất của chúng. Hươu cao cổ con dễ bị tổn thương hơn nhiều so với hươu trưởng thành và cũng là con mồi của báo hoa mai, linh cẩu đốm và chó hoang. Một phần tư đến một nửa số hươu cao cổ con sống sọt đến tuổi trưởng thành. Tỷ lệ sống của hươu cao cổ con thay đổi tùy theo mùa sinh, cá thể hươu con sinh vào mùa khô có tỷ lệ sống cao hơn.